# スカイブリッジ
スカイブリッジ（英: SkyBridge）は、イタリア共和国の首都ローマにあるレオナルド・ダ・ヴィンチ＝フィウミチーノ空港にて運行されているAutomated People Mover (APM) システムである。
サテライトC、国際線ターミナル3と同時に1999年に開業した。
スカイブリッジ・システムには駅が2駅あり、ターミナル3の3階に1駅、ゲートエリアGの2階に1駅となっている。
移動所要時間は約3分である。
当システムは、2つのターミナル部間において、唯一の旅客輸送手段となっている。
ターミナル3からゲートGへの西行きの運行は出発便旅客のみの専用であり、もう一方の東行きの運行は到着便旅客のみ向けとなっている。到着便の旅客は列車で戻ることはできず、彼らが出発エリアに再び入るためには移動保安検査場を通過する必要がある。また、出発便の旅客はターミナル3に戻ることはできない。